# Rivière aux Anglais
Pour les articles homonymes, voir Anglais (homonymie).
La rivière aux Anglais est un affluent de la rive nord de l'estuaire du Saint-Laurent coulant dans le territoire non organisé de la Rivière-aux-Outardes et de la ville de Baie-Comeau, dans la municipalité régionale de comté de Manicouagan, dans la région administrative de la Côte-Nord, dans la province de Québec, au Canada.
La rivière aux Anglais est un cours d'eau à saumon. La rivière sert de source d'eau aux principales usines de Baie-Comeau.
La vallée de la rivière aux Anglais est desservie principalement par le chemin de la rivière aux Anglais et par la route 138 pour la partie inférieure.

## Géographie
Cette rivière prend sa source sur le bouclier canadien, d'un lac non identifié (longueur: 0,7 km; 395 m).  Ce lac est situé du côté sud du lac Blanc.
Le bassin versant de la rivière aux Anglais est de 445 km2, et sa longueur est de 64,9 km. Elle coule dans un milieu presque entièrement forestier, et son débit est régulé par trois ouvrages hydrauliques appartenant à la compagnie Produits forestiers Résolu.
À partir du lac de tête, le cours de la rivière aux Anglais descend sur 64,9 km, avec une dénivellation de 393 m, selon les segments suivants :
Cours supérieur de la rivière aux Anglais (segment de 24,6 km)
- 4,2 km d'abord vers l'ouest sur 0,8 km en descendant la falaise, puis vers le sud en zone de marais, puis en traversant le lac Savard (longueur: 1,9 km; altitude: 304 m), jusqu'à son embouchure. Note: Le lac Savard reçoit la décharge (venant de l'est) du lac Paul;
- 7,6 km vers le sud-est, notamment en traversant sur 7,45 km le lac à la Loutre (longueur: 8,0 km; altitude: 304 m), jusqu'à son embouchure. Note: Un village d'une quarantaine d'immeubles est aménagé à l'embouchure du lac à la Loutre et en aval du barrage;
- 4,4 km vers l'est, relativement en ligne droite, notamment en traversant le lac Pascal (longueur: 4,0 km; altitude: 289 m) sur sa pleine longueur, en courbant vers le sud en fin de segment, jusqu'à la confluence de la rivière Françoise (venant de l'est);
- 8,4 km d'abord vers le sud-ouest, puis vers le sud-est dans une vallée encaissée, relativement en ligne droite, jusqu'à un coude de rivière correspondant à la confluence de la rivière Tremblay (venant du sud-est);

Cours intermédiaire de la rivière aux Anglais (segment de 29,1 km)
- 2,2 km vers le sud-ouest dans une vallée encaissée en recueillant la rivière Brisson (venant du nord-ouest), en traversant une série de rapides, puis en formant un crochet vers le sud, jusqu'à un coude de rivière correspondant à la décharge (venant de l'ouest) d'un lac;
- 7,6 km vers le sud-est en formant une boucle vers le nord jusqu'à un coude de rivière où le cours s'oriente vers l'est en formant des serpentins, jusqu'à un coude de rivière (correspondant à un ruisseau venant du nord);
- 12,5 km vers le sud-est en serpentant dans une vallée encaissée et en recueillant de nombreux ruisseaux, puis en traversant sur 1,5 km le lac Fer à Cheval (longueur: 2,4 km; altitude: 74 m), jusqu'à son embouchure. Note: Le lac Fer à Cheval recueille la rivière Épinette (venant de l'ouest) via le lac Cinq Cents;
- 1,2 km vers le nord-est notamment en traversant un lac non identifié (longueur: 1,1 km; altitude: 73 m), jusqu'à son embouchure;
- 5,6 km vers l'est en traversant des rapides, puis en traversant sur 4,9 km le lac La Chesnaye (longueur: 5,8 km; altitude: 63 m) où le courant courbe vers le nord, jusqu'à son embouchure;

Cours inférieur de la rivière aux Anglais (segment de 11,2 km)
- 1,9 km vers l'est en recueillant le ruisseau Larouche (venant du nord), puis courbant vers le sud en traversant le lac Inconnu (longueur: 1,1 km; altitude: 58 m), jusqu'à son embouchure;
- 6,4 km vers le sud dans une vallée encaissée, en traversant un petit lac, en recueillant la décharge (venant de l'est) du lac Éthier, en recueillant la décharge (venant de l'ouest) du lac Léon, en courbant vers le sud-est et en traversant le lac de la Rivière aux Anglais (longueur: 0,8 km; altitude: 49 m), jusqu'au barrage situé à son embouchure. Note: La route 138 passe au pied de ce barrage;
- 2,9 km vers le sud-ouest avec une dénivellation de 47 m en traversant plusieurs zones de rapides, jusqu'à son embouchure.

Son embouchure se déverse sur la rive nord de l'estuaire maritime du Saint-Laurent dans la Baie des Anglais à côté des installations portuaires de Cargill à l'est de la ville de Baie-Comeau.  

## Activités
La rivière aux Anglais a été utilisée pour la pêche sportive jusqu'en 1983. À partir de cette date, la pêche a été interdite pour protéger l'habitat du saumon atlantique. Une partie est déclarée sanctuaire pour le saumon.
Une partie de la rivière est détournée vers le lac à la Chasse grâce aux installations de la papetière de Produits forestiers Résolu. Ce lac est utilisé pour alimenter en eau de procédé et domestique la papetière et l'aluminerie Alcoa. L'aluminerie alimente par la suite la céréalière Cargill et jusqu'en août 2018 le quartier Saint-George,. Le lac à La Chasse a alimenté jusqu'en juillet 2018 le secteur est de la ville de Baie-Comeau : les quartiers Sainte-Amélie et Saint-Nom-de-Marie. La papetière alimentait aussi une partie du quartier Sainte-Amélie. Tous les résidents de Baie-Comeau sont désormais alimenté par la nouvelle usine de traitement d'eau construite en 2018, qui puise son eau dans la rivière Manicouagan.

## Toponyme
Le toponyme « rivière aux Anglais » a été officialisé le 2 août 1974 à la Banque des noms de lieux de la Commission de toponymie du Québec . 